# Вінченцо Черамі
Вінченцо Черамі (2 листопада 1940 Рим — 17 липня 2013 Рим) — італійський письменник і сценарист.

## Біографія
Вінченцо Черамі народився у Римі 2 листопада, 1940 року. У 1966 році Черамі працював асистентом відомого режисера Пазоліні на зйомках культової картини «Птахи великі і малі». Письменницький успіх прийшов до нього десять років по тому з першим романом під назвою «Маленький — маленький буржуа». Через рік роман був вдало екранізований Маріо Монічеллі, головну роль у фільмі зіграв Альберто Сорді. Ряд фільмів, знятих за сценаріями Черамі в 70- 80-ті роки, знайшли велику популярність в країні і світі. Він працював з такими майстрами, як Джанні Амеліо, Марко Беллоккьо, Джузеппе Бертолуччі, Антоніо Альбанезе та іншими. За сценарій до фільму «Життя прекрасне» Черамі разом з Роберто Беніньї був номінований на «Оскар» американської кіноакадемії (1988) і премію BAFTA (1999). Сам Черамі отримав нагороду Американської кіноакадемії як автор найкращого оригінального сценарію. У 1998 році стрічка отримала гран-прі Каннського кінофестивалю. Черамі неодноразово співпрацював з Беніньї — зокрема, обидва кінематографіста працювали над стрічками «Монстр», «Піноккіо» і «Тигр і сніг». «Він навчив мене, як змусити битися людські серця», — цитує заяву Беніньї італійським ЗМІ видання «Variety». В Італії Черамі називали «поетом кіно» і тричі нагороджували національними преміями.
Помер 17 липня 2013 року у Римі. Свої співчуття родині Черамі висловив сьогодні президент Італійської республіки Джорджо Наполітано.

## Джерело
- Сайт imdb.com [Архівовано 19 лютого 2014 у Wayback Machine.]